# Billigheim-Ingenheim
Billigheim-Ingenheim è un comune di 3.836 abitanti della Renania-Palatinato, in Germania.
Appartiene al circondario (Landkreis) della Weinstraße Meridionale (targa SÜW) ed è parte della comunità amministrativa (Verbandsgemeinde) di Landau-Land.